# Stazione di Bari Villaggio del Lavoratore
La stazione di Bari Villaggio del Lavoratore è una fermata ferroviaria posta sulla linea Bari-Taranto. Serve il Villaggio del Lavoratore, un quartiere periferico della città di Bari.

## Storia
La fermata di Bari Villaggio del Lavoratore venne attivata il 26 luglio 2020 come parte del nuovo tracciato a doppio binario fra l'ex stazione di Bari Sant'Andrea e quella di Bitetto.

## Strutture e impianti
La fermata, posta alla progressiva chilometrica 4+594, conta due binari, servito da due banchine laterali lunghe 250 m e alte 55 cm sul piano del ferro, collegate da un sottopassaggio pedonale.